# Winnetou (tetralógia)

Winnetou (Duna International Könyvkiadó)

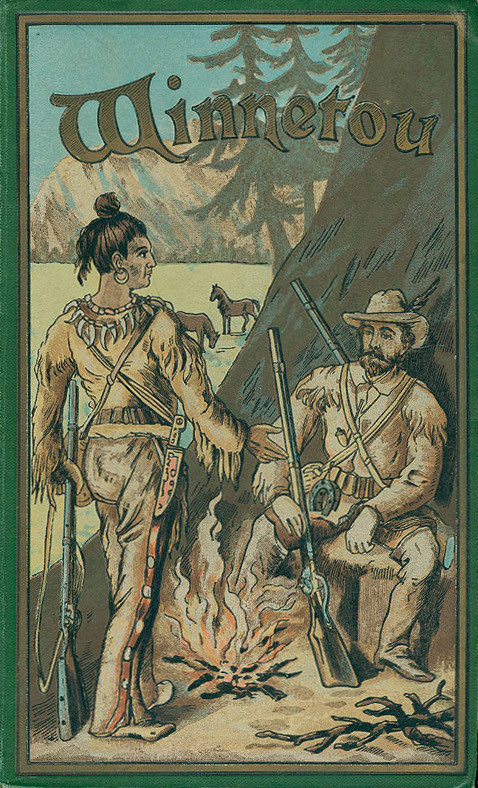
Winnetou könyvborító

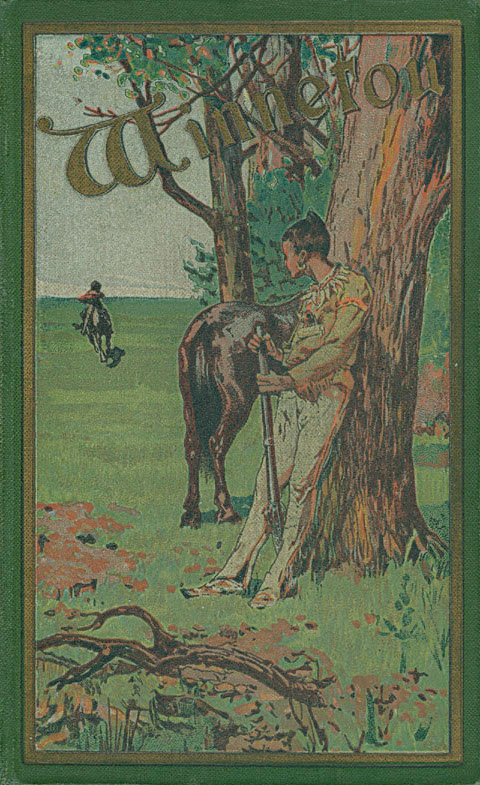
Winnetou klasszikus kiadásban

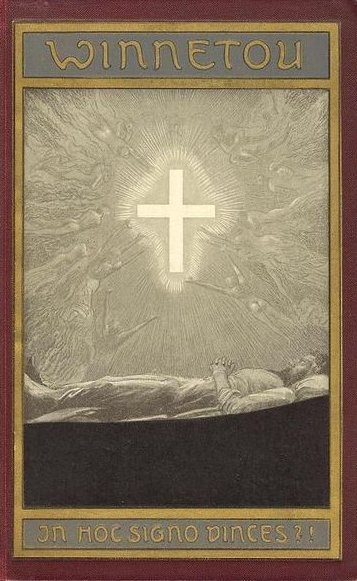
Winnetou IV. (1910)

A regénysorozat (tetralógia) kiadásairól és fordításairól a Winnetou (regényhős) szócikkben található több információ.
A Winnetou Karl May német író ifjúsági, négyrészes kalandregénye, amelynek legismertebb és címadó hőse Winnetou az apacs törzsfőnök. 

## Diafilm
1962-ben elkészült „May Károly” regénye nyomán a Winnetou diafilm változata. Cs. Horváth Tibor írta a szöveget, Zórád Ernő rajzolta. 1963-ban és 1974-ben újra megjelentette a Magyar Diafilmgyártó Vállalat. 1982-ben Láng József közreműködésével a hangosított változat is napvilágot látott.

## Képregények
Cs. Horváth Tibor és Zórád Ernő 1957-ben készült Winnetou-feldolgozása az első szóbuborékos magyar képregény, mely a nemzetközi összehasonlításban is az úttörő vállalkozások egyike volt.
Karl May halálának 100. évfordulójára német kiadók ezer példányban ismét közreadták a Winnetou-nak Helmut Nickel által még a hatvanas években készített képregény-változatát.

## Musical
2011-ben Karl May hősei, Winnetou és Old Shatterhand is életre keltek Réczei Tamás (rendező), Szemenyei János (zene), Galambos Attila (dalszövegek) feldolgozásában a kecskeméti Katona József Színház színpadán. A musicalt Budapesten is bemutatták a Thália Színház színpadán. 2012. júliusában pedig a Szegedi Szabadtéri Játékok programjában is szerepelt.
A darab abban az időben játszódik, amikor az amerikaiak elkezdték építeni a vasutat, ami átszelte az indiánok földjét. Réczei Tamás verziója egy őszinte barátság kezdetéről, egy nép fennmaradásának lehetőségeiről, kultúrák találkozásáról, és néha az egymás meg nem értéséről szól.
Winnetou-t Ganxsta Zolee, barátját Old Shatterhandet pedig Orth Péter alakította. További szereplők: Fazakas Géza, Hajdú Melinda, Keresztény Tamás, Aradi Imre, Szokolai Péter, Trokán Nóra és Decsi Edit voltak.